# Кручинін Сергій Павлович
Сергій Павлович Кручинін (1957) — професор, провідний науковий співробітник Інституту теоретичної фізики ім. М. М. Боголюбова НАН України (Київ, Україна), Заслужений діяч науки і техніки України (2020).

## З життєпису
С. П. Кручинін-добре відомий фізик-теоретик вгалузі ядерної фізики, теорії твердого тіла, надпровідності, нанофізики; учень академіка НАН України О. С. Давидова. С. П. Кручинін — автор та співавтор більш 136 наукових робіт, які опубліковані у відомих наукових журналах. Також ним опублікована монографія «Modern aspects of supercductivity: theory of superconductivity» в «World Scientific» (Сінгапур) та підручники «Problems and Solutions in Special Relativity and Electromagnetism» «World Scientific» (Сінгапур), «Вступ до квантової та атомної фізики», “Теорія поля. Розв'язання задач” (НАУ).
Кручинін С.П. зробив вагомий внесок у розвиток теорії легких ядер. Ним були досліджені взаємодія колективних та кластерних ступенів свободи в легких ядрах, і пояснена природа резонансів в фотоядерних реакціях, які спостерігалися в експериментах.
З моменту відкриття високотемпературної надпровідності Кручинін С.П. активно вивчає їхні фізичні властивості . Відзначимо роботу, виконану спільно з академіком НАНУ Давидовим О.С.“ Interlayer effects in the newest high-Tc superconductors” (Physica C), в якій побудована нелінійна теорія високотемпературної надпровідності. Кручинін С.П. зробив вагомий внесок у розвиток теорії нових наноматеріалів, а також композитних матеріалів з радіоактивними включеннями. Відзначимо важливу роботу по графенам ”Influence of the ordering of impurities on the appearance of an energy gap and on the  electrical conductance of graphene” (Scientific Reports). У роботі були знайдені спектр та електропровідність графена з домішками. 
Кручинін С.П. приділяє увагу вихованню кадрів, він працює професором кафедри “Теоретичної і прикладної фізики” Національного авіаційного університету (м. Київ). 
С. П. Кручинін є членом редакційних колегій міжнародних журналів: «Modern Physics Letters B» (Сінгапур), «Progress in nanotechnology and nanomaterials»(США), «Mechanics» (Литва). 
С. П. Кручинін провів вісім НАТО-семінарів та три міжнародних конференції з актуальних проблем високотемпературної надпровідності та наносистемам, які проходили в Україні. Під його редакцією було видано 8 книг у видавництві «Springer» (Німеччина), два наукових журнали в «World Scientific» (Сінгапур) та науковий журнал у видавництві " Quantum matter " (США).
С.П. Кручинін є Лейбніц професор Лейпціського університету ( Німеччина), Міжнародної асоціації математичної фізики (Франція) та член Американського фізичного товариства ( США) .

## Нагороди та почесні звання

### Державні нагороди
- Заслужений діяч науки і техніки України (2020)[1]